# 篠原正
篠𠩤 正（しのはら ただし、1972年3月23日 - ）は、株式会社南気象予報士事務所所属の気象予報士。

## 経歴
愛媛県新居浜市出身。東京理科大学卒業後、ヤマト運輸勤務。後に気象予報士となり、日本気象協会を経て、南気象予報士事務所に移籍。
NHK仙台・東京・富山放送局で気象情報を担当。2020年4月、4年ぶりにNHK仙台放送局に帰参。

## 人物
ユーモアを交えた天気の伝え方に定評がある。NHK仙台では夕方の地域報道・情報番組「てれまさむね」での仙台放送局のマスコット『やっぺぇ』とのユーモラスなコンビネーションが仙台名物コンビ『しのっぺぇ』として視聴者に親しまれている。

## 現在の出演番組
- てれまさむね→てれまさ（平日）
- ウィークエンド東北（隔週土曜）

## 過去の出演番組
NHK仙台放送局時代（2009年4月～2016年3月）
- おはよう宮城
- 情報パレット
- ひるはぴ
- ウイークエンド東北
- てれまさむね

NHK東京放送局時代（2016年4月～2018年3月）
- 気象情報（土日）

NHK富山放送局時代（2018年4月～2020年3月）
- ニュース富山人
- 気象情報
- ラジオ富山人